# Rabenhof (Gemeinde Sallingberg)
Rabenhof ist eine Ortschaft und eine Katastralgemeinde der Gemeinde Sallingberg im Bezirk Zwettl in Niederösterreich. Die Ortschaft hat 24 Einwohner (Stand 1. Jänner 2024).

## Geografie
Der Ort befindet sich südöstlich von Sallingberg an der Straße nach Kottes und ist nach Nordosten exponiert. Zur Ortschaft zählen weiters zerstreuten Häuser der Rabenhofer Säge sowie die Einzellagen Edelmühle, Holzsäge und Schustersäge, siedlungstechnisch stellt er einen Bauernweiler der aus der Teilung eines Guts- oder Wehrhof entstanden ist, dar.

## Geschichte

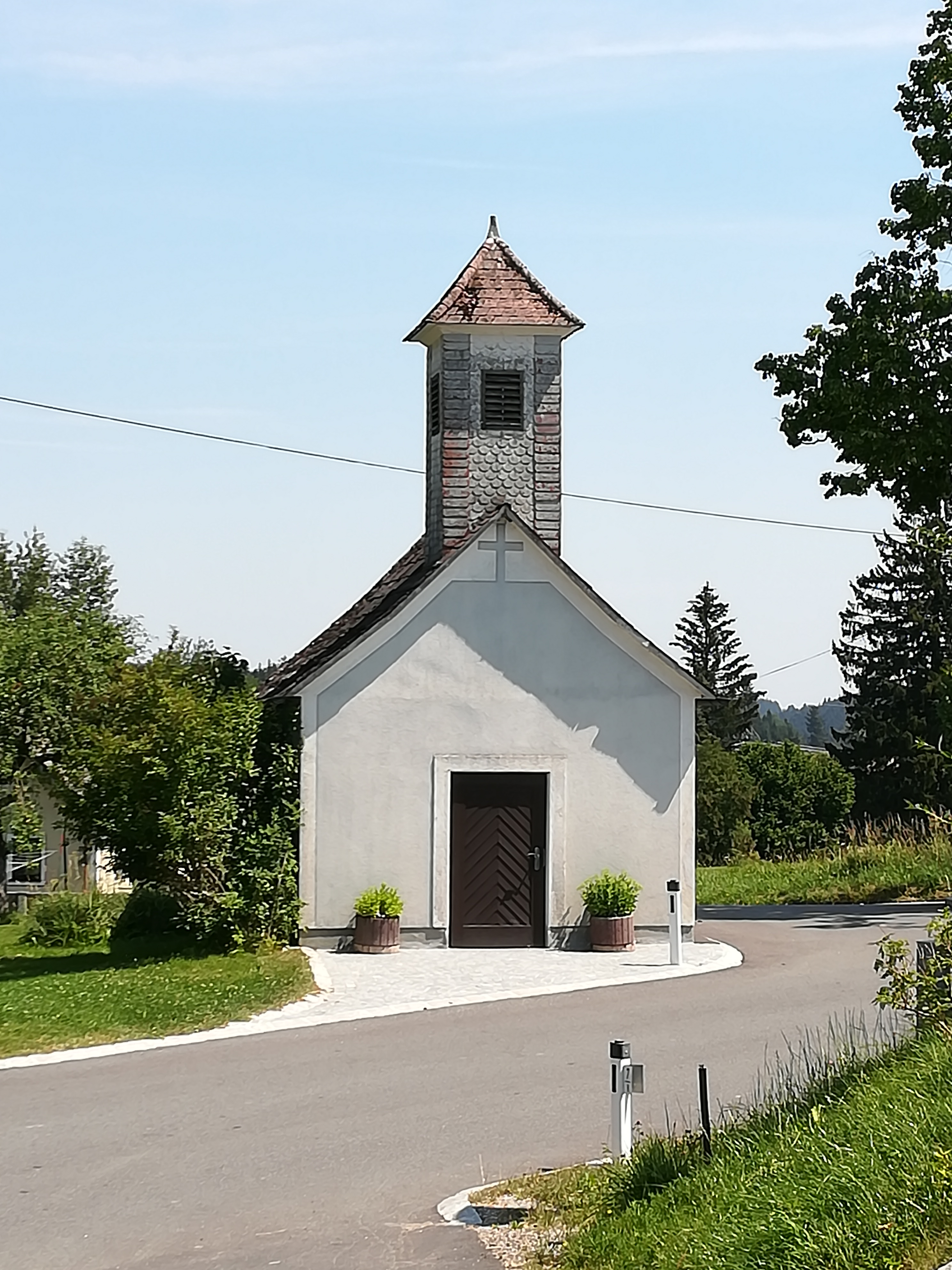
Ortskapelle Rabenhof

Der Ort wird 1355 zum ersten Mal schriftlich als Rabenhoef erwähnt, der Name bezog sich wohl auf die vielen sich hier befindlichen dunklen Vögel (Raben und Krähen).
Im Eintrag der Josephinischen Fassion aus Jahre 1786/87 gab es im heutigen Ort sieben Häuser.
Im Jahr 1822 wurde der Ort als Dorf mit dreizehn Häusern genannt, das nach Sallingberg eingepfarrt war, wohin auch die Kinder eingeschult wurden. Das Herrschaft Ottenschlag besaß die Ortsobrigkeit, die Herrschaft Prandhof übte die Landgerichtsbarkeit aus, die Herrschaft Ottenschlag besorgte die Konskription und hatte zusammen mit der Herrschaft Prandhof die Grundherrschaft inne.
Nach der Entstehung der Ortsgemeinden 1849 wurde der Ort eine Katastralgemeinde der neugegründeten Gemeinde Sallingberg
Laut Adressbuch von Österreich waren im Jahr 1938 in Rabenhof ein Gastwirt, ein Holzhändler, eine Mühle, ein Sägewerk und mehrere Landwirte ansässig.
Die im 19. Jahrhundert errichtete Ortskapelle im Ort wurde 1936 renoviert, 1950 wurde der Ort elektrifiziert. 1956 erhielt er eine moderne Wasserversorgung, 1968 wurde auch die Kanalisation in Betrieb genommen.

## Siedlungsentwicklung
Zum Jahreswechsel 1979/1980 befanden sich in der Katastralgemeinde Rabenhof insgesamt 17 Bauflächen mit 7.244 m² und 11 Gärten auf 16.402 m², 1989/1990 gab es 20 Bauflächen. 1999/2000 war die Zahl der Bauflächen auf 47 angewachsen und 2009/2010 bestanden 25 Gebäude auf 46 Bauflächen.

## Bodennutzung
Die Katastralgemeinde ist landwirtschaftlich geprägt. 71 Hektar wurden zum Jahreswechsel 1979/1980 landwirtschaftlich genutzt und 555 Hektar waren forstwirtschaftlich geführte Waldflächen. 1999/2000 wurde auf 58 Hektar Landwirtschaft betrieben und 565 Hektar waren als forstwirtschaftlich genutzte Flächen ausgewiesen. Ende 2018 waren 49 Hektar als landwirtschaftliche Flächen genutzt und Forstwirtschaft wurde auf 568 Hektar betrieben. Die durchschnittliche Bodenklimazahl von Rabenhof beträgt 25,3 (Stand 2010).